# Betty Garrett
Pour les articles homonymes, voir Garrett.
Betty Garrett, née le 23 mai 1919 à St. Joseph dans le Missouri et morte le 12 février 2011 à Los Angeles (États-Unis), est une actrice américaine.

## Biographie
Sur la recommandation de Martha Graham Betty Garrett s'inscrit en 1936 à la Neighborhood playhouse school of the theatre à New York où elle suit les cours de danse d'Anna Sokolow et les cours de théâtre de Sanford Meisner. En 1937 elle travaille dans les Borscht Belt avec Danny Kaye et Jerome Robbins puis elle est engagée comme doublure dans le Mercury theater d'Orson Welles où elle joue dans La Mort de Danton. Elle fait ses débuts à Broadway en 1942 dans la revue Of V We sing. En 1943 elle joue en tant que doublure d'Ethel Merman tombée malade dans la comédie musicale Something for the boys de Cole Porter. Elle remporte un beau succès critique en 1946 dans Call me mister ce qui lui ouvre les portes d'Hollywood. Elle signe un contrat avec Louis B. Mayer puis joue dans son premier film Big city de Norman Taurog en 1947. En 1949 elle tourne dans on the town aux côtés de Gene Kelly, Frank Sinatra et Ann Miller.
Dans les années 1950, son mari Larry Parks jadis membre du parti communiste fut obligé de témoigner devant la House Un-American Activities Committee et fut inscrit sur la liste noire du cinéma. Sa carrière en subit le contrecoup, elle est licenciée par MGM. Betty et son mari pour continuer à travailler s'exilent en Angleterre et jouent au théâtre. Elle fait son retour au cinéma en 1955 dans My sister Eileen. Elle apparaît sur scène notamment à Las Vegas et dans les années 1970 et 1980 à la télévision dans des sitcoms (Laverne & Shirley et All in the Family).
Elle meurt le 12 février 2011 à Los Angeles à 91 ans.

## Filmographie partielle

### Cinéma
- 1948 : Big City, de Norman Taurog : Shoo Shoo Grady
- 1948 : Ma vie est une chanson (Words and Music), de Norman Taurog : Peggy Lorgan McNeil
- 1949 : Match d'amour (Take Me Out to the Ball Game), de Busby Berkeley : Shirley Delwyn
- 1949 : La Fille de Neptune (Neptune's Daughter), d'Edward Buzzell : Betty Barret
- 1949 : Un jour à New-York (On the Town), de Stanley Donen et Gene Kelly : Brunhilde Esterhazy
- 1955 : Ma sœur est du tonnerre (My Sister Eileen), de Richard Quine : Ruth Sherwood
- 1957 : The Shadow on the Window (en) : Linda Atlas

### Télévision
- 1981 : All the Way Home : Catherine
- 1998 : Sur la route du souvenir (The Long Way Home), de Glenn Jordan : Veronica

## Voix françaises
Certaines voix n'ont pas encore été identifiées.
- 1949 : Un jour à New York : Jacqueline Ferrière
- 1955 : Ma sœur est du tonnerre : Camille Fournier (voix parlée)